# Habiba Msika
Habiba Msika, pseudonimo di Marguerite Msika (in arabo حبيبة مسيكة‎?; Testour, 1903 – Tunisi, 21 febbraio 1930), è stata una cantante, danzatrice e attrice tunisina.

## Biografia
Crebbe nel quartiere ebraico di Tunisi da una povera famiglia ebraica. I genitori Daïda e Maïha lavoravano nel commercio di filo.
Studiò alla locale scuola dell'Alleanza Israelitica Universale che lasciò dopo sette anni per seguire, grazie all'aiuto della zia Leïla Sfez, lezioni di canto, di musica e di arabo classico seguita dal compositore Khemaïs Tarnane e dal tenore egiziano Hassan Bannan.
Sposò il cugino Victor Chetboun, ma l'unione durò poco.
La sua prima esibizione fu nel palazzo Assous a La Marsa, dove incontrò il suo pygmalion e amante, il ministro Aziz.
Fu a partire dagli anni 1920 che decollò la sua carriera: divenne una sex symbol e le vennero conferiti i soprannomi di bella delle belle e di tigre dagli occhi verdi. La sua fama inaugurò il fenomeno dei soldati della notte, epiteto riferito ai suoi ammiratori, soprattutto giovani dandies della borghesia tunisina.
Si recò insieme all'amante a Parigi dove conobbe Pablo Picasso e Coco Chanel.
Di ritorno in Tunisia, interpretò Le Fou de Leïla, Lucrèce Borgia e la maggior parte dei brani del repertorio shakespeariano.
Nel marzo del 1925, interpretò Romeo e Giulietta al teatro Ben Kamla. Interpretò il ruolo di Romeo, mentre Rachida Lotfi, attrice ebrea libica, interpretò Giulietta. Il bacio scambiato con Rachida provocò una rivolta da parte degli spettatori. Habiba Msika ai fece conoscere anche per le sue simpatie patriottiche. Nel 1928 si esibì in canti popolari favorevoli all'indipendenza della Tunisia dalla presenza francese esibendo la bandiera tunisina.
Frequentò la corte del principe Fu'ad I d'Egitto, e allo stesso tempo, incontrò Eliahou Mimouni, ricco ebreo di Testour follemente innamorato di lei, che le fece costruire un palazzo. Iniziò poi una storia d'amore con l'amico d'infanzia Mondher Maherzi. Rimasta incinta, decise di sposarlo.
La mattina del 20 febbraio 1930, il suo ex amante Eliahou Mimouni entrò nel suo appartamento in rue Alfred-Durand-Claye a Tunisi, la cosparse di benzina e la bruciò viva. Gravemente ustionata, morì il giorno dopo, seguita poco dopo da Mimouni. Msika è sepolta a Tunisi, nel cimitero di Borgel.